# Camí de la Ruta Ho Chi Minh
Camí de la Ruta Ho Chi Minh és el nom amb el que popularment es coneix el camí de terra que uneix l'estació de Bellaterra dels Ferrocarrils de la Generalitat de Catalunya i el campus de la Universitat Autònoma de Barcelona, que era emprat per estudiants i treballadors per arribar-hi a peu, abans de la construcció de l'estació del propi campus, inaugurada el 1984.

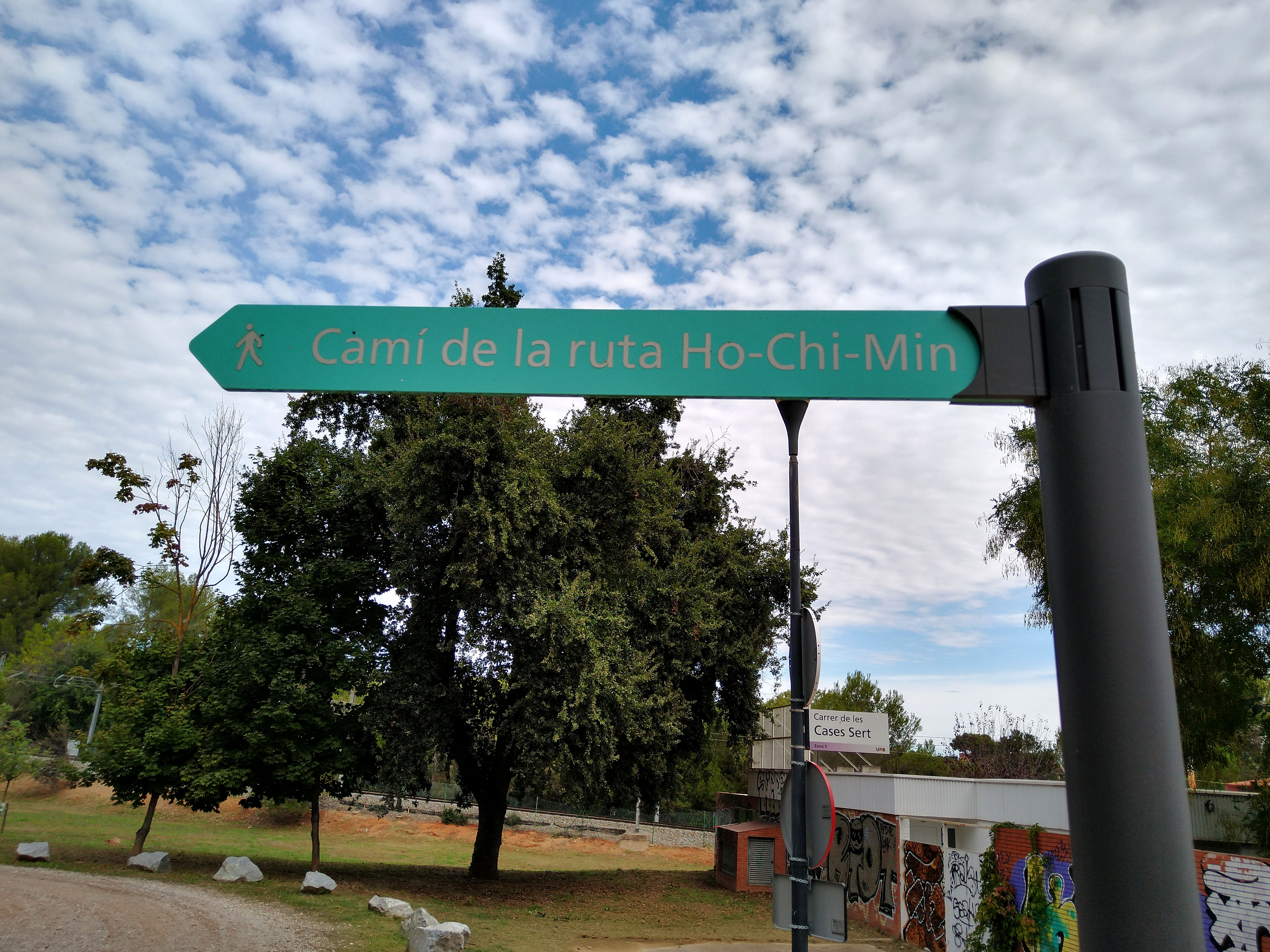
Indicació de l'inici del camí a l'extrem del campus.

Tot i que un temps després de l'obertura de les primeres facultats es va organitzar un servei d'autobús llançadora per fer el recorregut pel camí principal, al principi, i després si es perdia la connexió, poc freqüent, o l'autobús anava ple, no hi havia altre remei que recórrer els aproximadament 1,2 km del camí, entre conreus, arbres i matolls, de vegades sota la pluja i el fred a l'hivern, fins al que ara és la base de la Plaça Cívica del campus.
Es desconeix qui va ser l'autor o autora del nom, conservat en l'actual nomenclàtor del campus amb una grafia modificada, però se suposa, atès que eren els anys en els quals la guerra del Vietnam apareixia contínuament a les notícies, que pensant en la incomoditat del recorregut o per raons ideològiques, es va associar el camí a la Ruta Ho Chi Minh original, utilitzada per les forces del Vietcong per transportar subministraments.